# The Remix Collection
The Remix Collection — сборник ремиксов R&B группы Boyz II Men, выпущенный под лейблом Motown Records в 1995 году. Сборник был издан против желания группы, что привело к разрыву связей с лейблом Motown.

## Список композиций
1. «Under Pressure [Countdown Prelude][Sympin' Interlude][Dallas Austin Mix]»
2. «Vibin' (The New Flava)» (при участии Treach, Craig Mack, Busta Rhymes и Method Man)
3. «I Remember» [Motownphilly Interlude] (до этого не издававшаяся)
4. «Water Runs Dry» [Strat Mix]
5. «U Know» [Dallas Austin Mix]
6. «Hey Lover» (LL Cool J при участии Boyz II Men)
7. «I’ll Make Love to You» [Make Love To You Version]
8. «Uhh Ahh» [Dedication Mix]
9. «Motownphilly» [Quiet Storm Version]
10. «On Bended Knee» [Human Rhythm Mix]
11. «Brokenhearted» [Soulpower Groove Mix] (Brandy & Wanya Morris)
12. «Sympin» [Dallas Austin Mix]